# 坪田智夫
坪田 智夫（つぼた ともお、1977年6月16日 - ）は、日本の陸上競技選手（長距離種目）。兵庫県出身。現役時代はコニカミノルタ所属。身長174cm、体重59kg。第14回アジア競技大会（2002年/釜山）男子10000m日本代表(7位)。世界陸上パリ大会男子10000m日本代表。第86回日本選手権男子10000m優勝。2012年4月から法政大学陸上部長距離コーチに就任。2013年4月から法政大学陸上部駅伝監督に就任。

## 略歴
- 神戸甲北高校～法政大学～コニカミノルタ～法政大学陸上部長距離コーチ～法政大学陸上部駅伝監督

## 主な成績
- 世界大会
  - 2002年第14回アジア競技大会（釜山）男子10000m 7位[1]
  - 2003年第9回世界陸上パリ大会男子10000m 18位

- 大学
  - 1999年関東インカレ1部10000m 2位・日本人1位

- 箱根駅伝
  - 1997年第73回箱根駅伝  5区14位
  - 1999年第75回箱根駅伝  2区3位
  - 2000年第76回箱根駅伝  2区区間賞

- 実業団
  - 2002年全日本実業団ハーフマラソン　優勝
  - 2002年第50回兵庫リレーカーニバル10000m 3位・日本人1位
  - 2002年第86回日本選手権10000m 優勝
  - 2003年第87回日本選手権10000m 4位
  - 2004年第88回日本選手権10000m 5位

- ニューイヤー駅伝
  - 2001年第45回実業団駅伝（ニューイヤー駅伝2001） 7区区間賞
  - 2002年第46回実業団駅伝（ニューイヤー駅伝2002） 5区区間賞・区間新
  - 2003年第47回実業団駅伝（ニューイヤー駅伝2003） 5区区間賞
  - 2004年第48回実業団駅伝（ニューイヤー駅伝2004） 2区区間賞
  - 2009年第53回実業団駅伝（ニューイヤー駅伝2009） 6区区間賞

## 自己記録
- 5000m:13分38秒64（2002年　ルドヴィカスピーレン　《スウェーデン》　）
- 10000m:27分51秒85（2002年　兵庫リレーカーニバル）
- ハーフマラソン:1時間01分16秒（2002年　全日本実業団ハーフマラソン）
- 30km:1時間29分34秒（2001年　熊日30キロロードレース）
- マラソン:2時間25分49秒（2007年　びわ湖毎日マラソン）